# Saint-Bonnet-de-Chirac
Saint-Bonnet-de-Chirac là một xã ở tỉnh Lozère trong vùng Occitanie, phía nam nước Pháp.
Sông Colagne tạo thành một phần ranh giới tây nam thị trấn, sau đó chảy vào sông Lot, sông này tạo thành ranh giới phía nam của Saint-Bonnet-de-Chirac.